# Liste des titres musicaux numéro un en Autriche en 2019
Cette page liste les titres numéro un dans les meilleures ventes de disques en Autriche pour l'année 2019.

## Classement des singles
| N° | Date         | Artiste                                  | Titre                           | Référence |
| -- | ------------ | ---------------------------------------- | ------------------------------- | --------- |
| 1  | 4 janvier    | Mariah Carey                             | All I Want for Christmas Is You |           |
| 2  | 11 janvier   | Ava Max                                  | Sweet but Psycho                |           |
| 3  | 18 janvier   | Ava Max                                  | Sweet but Psycho                |           |
| 4  | 25 janvier   | Shindy                                   | Dodi                            |           |
| 5  | 1er février  | Mero                                     | Hobby Hobby                     |           |
| 6  | 8 février    | Capital Bra                              | Prinzessa                       |           |
| 7  | 15 février   | Capital Bra                              | Prinzessa                       |           |
| 8  | 22 février   | Eno feat. Mero                           | Ferrari                         |           |
| 9  | 1er mars     | KC Rebell feat. Summer Cem & Capital Bra | DNA                             |           |
| 10 | 8 mars       | Capital Bra                              | Capital Bra je m’appelle        |           |
| 11 | 15 mars      | Mathea                                   | 2x                              |           |
| 12 | 22 mars      | Mero                                     | Wolke 10                        |           |
| 13 | 29 mars      | Capital Bra & Samra                      | Wir ticken                      |           |
| 14 | 5 avril      | Capital Bra                              | Cherry Lady                     |           |
| 15 | 12 avril     | Capital Bra                              | Cherry Lady                     |           |
| 16 | 19 avril     | Samra                                    | Harami                          |           |
| 17 | 26 avril     | Capital Bra feat. Summer Cem & KC Rebell | Rolex                           |           |
| 18 | 3 mai        | Lil Nas X                                | Old Town Road                   |           |
| 19 | 10 mai       | Lil Nas X                                | Old Town Road                   |           |
| 20 | 17 mai       | Lil Nas X                                | Old Town Road                   |           |
| 21 | 24 mai       | Ed Sheeran & Justin Bieber               | I Don't Care                    |           |
| 22 | 31 mai       | Samra & Capital Bra                      | Wieder Lila                     |           |
| 23 | 7 juin       | Samra & Capital Bra                      | Wieder Lila                     |           |
| 24 | 14 juin      | Lil Nas X                                | Old Town Road                   |           |
| 25 | 21 juin      | Lil Nas X                                | Old Town Road                   |           |
| 26 | 28 juin      | Lil Nas X                                | Old Town Road                   |           |
| 27 | 5 juillet    | Capital Bra & Samra                      | Tilidin                         |           |
| 28 | 12 juillet   | Shawn Mendes & Camila Cabello            | Señorita                        |           |
| 29 | 19 juillet   | Shawn Mendes & Camila Cabello            | Señorita                        |           |
| 30 | 26 juillet   | Shawn Mendes & Camila Cabello            | Señorita                        |           |
| 31 | 2 août       | KC Rebell & RAF Camora                   | Neptun                          |           |
| 32 | 9 août       | Shawn Mendes & Camila Cabello            | Señorita                        |           |
| 33 | 16 août      | Shawn Mendes & Camila Cabello            | Señorita                        |           |
| 34 | 23 août      | Shawn Mendes & Camila Cabello            | Señorita                        |           |
| 35 | 30 août      | Shawn Mendes & Camila Cabello            | Señorita                        |           |
| 36 | 6 septembre  | Capital Bra & Samra                      | Nummer 1                        |           |
| 37 | 13 septembre | RAF Camora                               | Vendetta                        |           |
| 38 | 20 septembre | Tones and I                              | Dance Monkey                    |           |
| 39 | 27 septembre | Tones and I                              | Dance Monkey                    |           |
| 40 | 4 octobre    | Tones and I                              | Dance Monkey                    |           |
| 41 | 11 octobre   | Tones and I                              | Dance Monkey                    |           |
| 42 | 18 octobre   | Tones and I                              | Dance Monkey                    |           |
| 43 | 25 octobre   | Tones and I                              | Dance Monkey                    |           |
| 44 | 1er novembre | Tones and I                              | Dance Monkey                    |           |
| 45 | 8 novembre   | Tones and I                              | Dance Monkey                    |           |
| 46 | 15 novembre  | Tones and I                              | Dance Monkey                    |           |
| 47 | 22 novembre  | Tones and I                              | Dance Monkey                    |           |
| 48 | 29 novembre  | Tones and I                              | Dance Monkey                    |           |
| 49 | 6 décembre   | Tones and I                              | Dance Monkey                    |           |
| 50 | 13 décembre  | Capital Bra                              | Der Bratan bleibt der gleiche   |           |
| 51 | 20 décembre  | Tones and I                              | Dance Monkey                    |           |

## Classement des albums
| N° | Date         | Artiste                                                             | Titre                                    | Référence |
| -- | ------------ | ------------------------------------------------------------------- | ---------------------------------------- | --------- |
| 1  | 4 janvier    | Bruce Springsteen                                                   | Springsteen on Broadway                  |           |
| 2  | 11 janvier   | Die Grubertaler                                                     | Die grössten Party Hits - Volume X       |           |
| 3  | 18 janvier   | Orchestre philharmonique de Vienne Direction : Christian Thielemann | Neujahrskonzert 2019                     |           |
| 4  | 25 janvier   | Melissa Naschenweng                                                 | Wirbelwind                               |           |
| 5  | 1er février  | Melissa Naschenweng                                                 | Wirbelwind                               |           |
| 6  | 8 février    | Backstreet Boys                                                     | DNA                                      |           |
| 7  | 15 février   | Hannah                                                              | Kinder vom Land                          |           |
| 8  | 22 février   | Ariana Grande                                                       | Thank U, Next                            |           |
| 9  | 1er mars     | Ariana Grande                                                       | Thank U, Next                            |           |
| 10 | 8 mars       | Bilderbuch                                                          | Vernissage My Heart                      |           |
| 11 | 15 mars      | In Flames                                                           | I, The Mask                              |           |
| 12 | 22 mars      | Azet & Zuna                                                         | Super Plus                               |           |
| 13 | 29 mars      | Mero                                                                | Ya Hero Ya Mero                          |           |
| 14 | 5 avril      | Mero                                                                | Ya Hero Ya Mero                          |           |
| 15 | 12 avril     | Billie Eilish                                                       | When We All Fall Asleep, Where Do We Go? |           |
| 16 | 19 avril     | Andrea Berg                                                         | Mosaik                                   |           |
| 17 | 26 avril     | Capital Bra                                                         | CB6                                      |           |
| 18 | 3 mai        | Andrea Berg                                                         | Mosaik                                   |           |
| 19 | 10 mai       | Capital Bra                                                         | CB6                                      |           |
| 20 | 17 mai       | Andrea Berg                                                         | Mosaik                                   |           |
| 21 | 24 mai       | Andrea Berg                                                         | Mosaik                                   |           |
| 22 | 31 mai       | Rammstein                                                           | Rammstein                                |           |
| 23 | 7 juin       | Rammstein                                                           | Rammstein                                |           |
| 24 | 14 juin      | Sarah Connor                                                        | Herz Kraft Werke                         |           |
| 25 | 21 juin      | Sarah Connor                                                        | Herz Kraft Werke                         |           |
| 26 | 28 juin      | Bruce Springsteen                                                   | Western Stars                            |           |
| 27 | 5 juillet    | Bruce Springsteen                                                   | Western Stars                            |           |
| 28 | 12 juillet   | LX & Maxwell                                                        | Obststand 2                              |           |
| 29 | 19 juillet   | Semino Rossi                                                        | So ist das Leben                         |           |
| 30 | 26 juillet   | Ed Sheeran                                                          | No.6 Collaborations Project              |           |
| 31 | 2 août       | Nockis                                                              | Für ewig                                 |           |
| 32 | 9 août       | Seiler und Speer                                                    | Für immer                                |           |
| 33 | 16 août      | Volbeat                                                             | Rewind, Replay, Rebound                  |           |
| 34 | 23 août      | Die jungen Zillertaler                                              | Megageil im Juzi-Style                   |           |
| 35 | 30 août      | Die jungen Zillertaler                                              | Megageil im Juzi-Style                   |           |
| 36 | 6 septembre  | Die jungen Zillertaler                                              | Megageil im Juzi-Style                   |           |
| 37 | 13 septembre | Pizzera & Jaus                                                      | Wer nicht fühlen will, muss hören        |           |
| 38 | 20 septembre | Wanda                                                               | Ciao!                                    |           |
| 39 | 27 septembre | Andreas Gabalier                                                    | Best of Volks-Rock‘n’Roller              |           |
| 40 | 4 octobre    | Rainhard Fendrich                                                   | Starkregen                               |           |
| 41 | 11 octobre   | Sido                                                                | Ich & keine Maske                        |           |
| 42 | 18 octobre   | Capital Bra & Samra                                                 | Berlin lebt 2                            |           |
| 43 | 25 octobre   | Capital Bra & Samra                                                 | Berlin lebt 2                            |           |
| 44 | 1er novembre | Kiddy Contest Kids                                                  | Kiddy Contest Vol. 25                    |           |
| 45 | 8 novembre   | Die Toten Hosen                                                     | Alles ohne Strom                         |           |
| 46 | 15 novembre  | RAF Camora                                                          | Zenit                                    |           |
| 47 | 22 novembre  | RAF Camora                                                          | Zenit                                    |           |
| 48 | 29 novembre  | Seer                                                                | Analog                                   |           |
| 49 | 6 décembre   | Robbie Williams                                                     | The Christmas Present                    |           |
| 50 | 13 décembre  | Robbie Williams                                                     | The Christmas Present                    |           |
| 51 | 20 décembre  | Robbie Williams                                                     | The Christmas Present                    |           |

## Hit-parade de l'année
| Singles | Albums |
| --- | --- |
| 1. Tones and I – Dance Monkey 2. Billie Eilish - Bad Guy 3. Lil Nas X – Old Town Road 4. Shawn Mendes & Camila Cabello - Señorita 5. Ed Sheeran & Justin Bieber - I Don't Care 6. Lewis Capaldi - Someone You Loved 7. Sarah Connor - Vincent 8. Apache 207 - Roller 9. Mathea - 2x 10. Ava Max - Sweet but Psycho | 1. Rammstein – Rammstein 2. Sarah Connor - Herz Kraft Werke 3. Billie Eilish - When We All Fall Asleep, Where Do We Go? 4. Seiler und Speer - Für immer 5. Robbie Williams - The Christmas Present 6. DJ Ötzi - 20 Jahre DJ Ötzi – Party ohne Ende 7. RAF Camora - Zenit 8. Andrea Berg – Mosaik 9. Pizzera & Jaus - Wer nicht fühlen will, muss hören 10. Bonez MC & RAF Camora - Palmen aus Plastik 2 |